# لاسيديبين
لاسيديبين (بالإنجليزية: Lacidipine)‏ هو حاصر قنوات الكالسيوم. يتوفر على شكل أقراص تحتوي على 2 أو 4 ملغ.
تم تسجيل براءة اختراعه في عام 1984 وتمت الموافقة عليه للاستخدام الطبي في عام 1991. 